# Jozef Kufa
Jozef Kufa (* 17. srpna 1948) je bývalý slovenský fotbalista, který nastupoval jako útočník i záložník.

## Fotbalová kariéra
V československé lize hrál za Tatran Prešov. Gól v lize nedal.

## Ligová bilance
| Ročník                                   | Zápasy | Góly | Minuty | Klub          |
| ---------------------------------------- | ------ | ---- | ------ | ------------- |
| 1. československá fotbalová liga 1977/78 | 14     | 0    | 703    | Tatran Prešov |
| CELKEM 1. liga                           | 14     | 0    | 703    |               |